# SP-333
A SP-333 é uma rodovia transversal do estado de São Paulo, administrada pelo Departamento de Estradas de Rodagem do Estado de São Paulo (DER-SP) e pelas concessionárias Triângulo do Sol e Entrevias.
A rodovia se inicia na cidade de Cajuru, próxima à divisa com o estado de Minas Gerais, passando pelas cidades de Ribeirão Preto, Borborema, Pongaí, Marília, Assis até terminar na divisa entre São Paulo e Paraná, conectando a Região Metropolitana de Ribeirão Preto com as regiões de Marília e Presidente Prudente.

## Duplicações
A SP-333, assim como a Rodovia Raposo Tavares, teve duplicações ao longo de seu trajeto, sendo umas das entregas mais recentes, a ampliação de 64 quilômetros da Rodovia Rachid Rayes entre as cidades de Marília, Echaporã e Assis no dia 18 de Dezembro de 2023  e a duplicação de 6,5 quilômetros da Rodovia Miguel Jubran, na cidade de Florínea, perto da divisa com o Paraná, na qual está com o processo de aprovação pela ARTESP em andamento. 
Atualmente, a concessionária Entrevias iniciou as obras de duplicação de 30 quilômetros da Rodovia Miguel Jubran, abrangendo principalmente o perímetro urbano de Tarumã, melhorando o escoamento de produtos industríais e insumos na região. 

## Denominações
Recebe as seguintes denominações em seu trajeto:
Nome:	Abrão Assed, Rodovia	
- De – até:	SP-338 (Cajuru) – SP-330 (Ribeirão Preto)[6]
- Legislação: LEI 2.027 DE 04/07/79

Nome:	Carlos Tonanni, Rodovia	
- De – até:	Sertãozinho – Jaboticabal[6]
- Legislação: LEI 9.967 DE 13/12/67

Nome:	Nemésio Cadetti (Ceará), Rodovia	
- De – até:	Jaboticabal – Taquaritinga – SP-310[6]
- Legislação: LEI 7.963 DE 16/07/92

Nome:	Laurentino Mascari, Rodovia	
- De – até:	SP-310 – Itápolis[6]
- Legislação: LEI 3.604 DE 30/11/82

Nome:	Mario Gentil, Doutor, Rodovia	
- De – até:	Itápolis – Rio Tietê (Porto Ferrão)[6]
- Legislação: LEI 9.547 DE 02/05/97

Nome:	Leonor Mendes de Barros, Dona, Rodovia	
- De – até:	Rio Tietê (Porto Ferrão) – SP-300[6]
- Legislação: LEI 8.485 DE 21/12/93

Nome:	Américo Augusto Pereira, Prefeito, Rodovia	
- De – até:	SP-300 (Guarantã)[6]
- Legislação: LEI 4.875 DE 02/12/85

Nome:	Leonor Mendes de Barros, Dona, Rodovia	
- De – até:	Guarantã – Marília [6]
- Legislação: LEI 8.485 DE 21/12/93

Nome:	Rachid Rayes, Rodovia	
- De – até:	SP-294 (Marília) – SP-270 (Assis)[6]
- Legislação: LEI 9.551 DE 02/05/97

Nome:	Miguel Jubran, Rodovia	
- De – até:	Assis – Porto Areias (Divisa do Paraná)[6]
- Legislação: LEI 4.104 DE 26/06/84

## Descrição
A Rodovia SP-333 foi implantada no ano de 1962. Principais pontos de passagem: SP 338 (Cajuru) – Ribeirão Preto – Borborema – Marília – Assis – Divisa PR

## Características

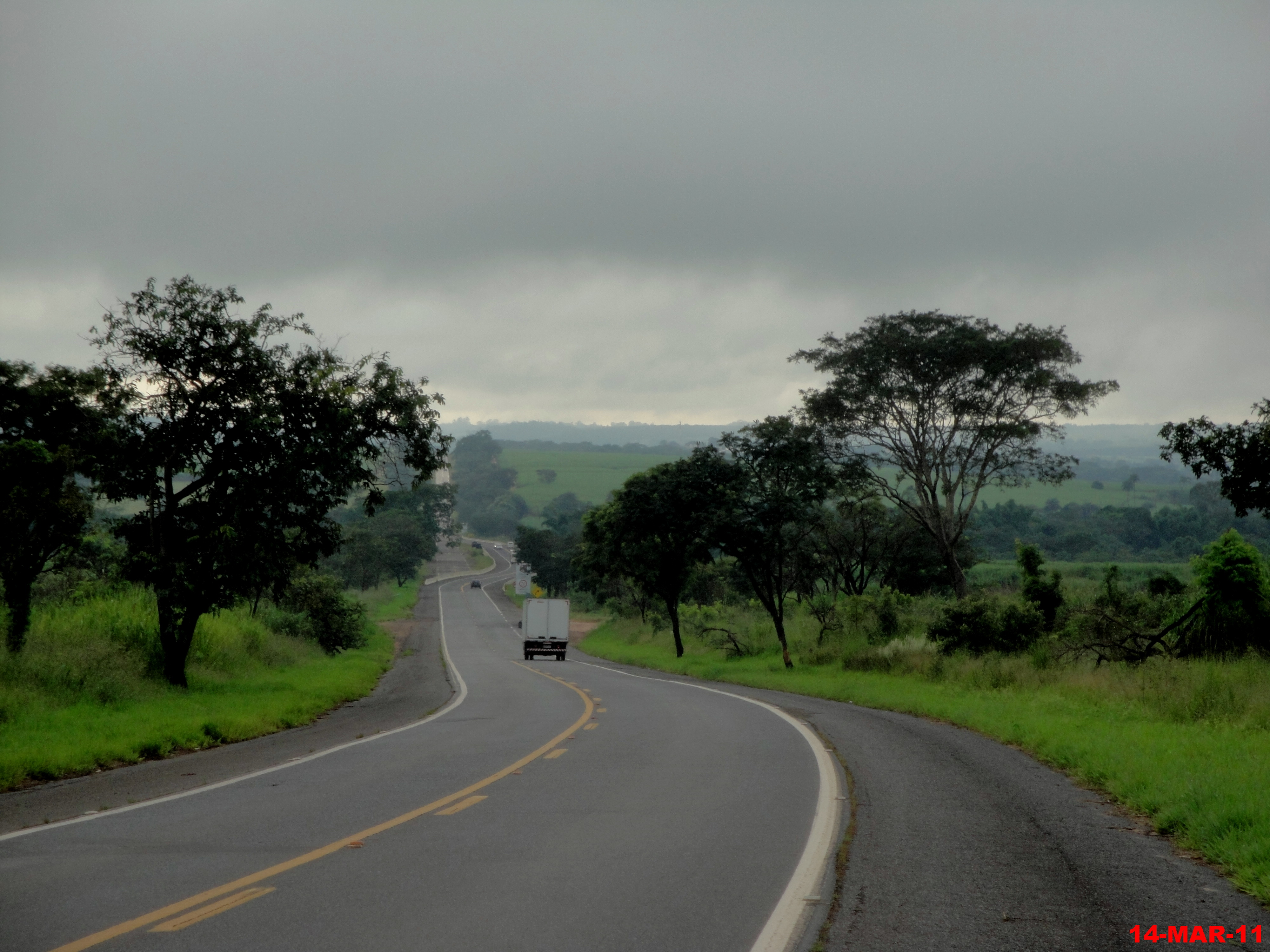
Ponte da SP-333 sobre o Rio Pardo.

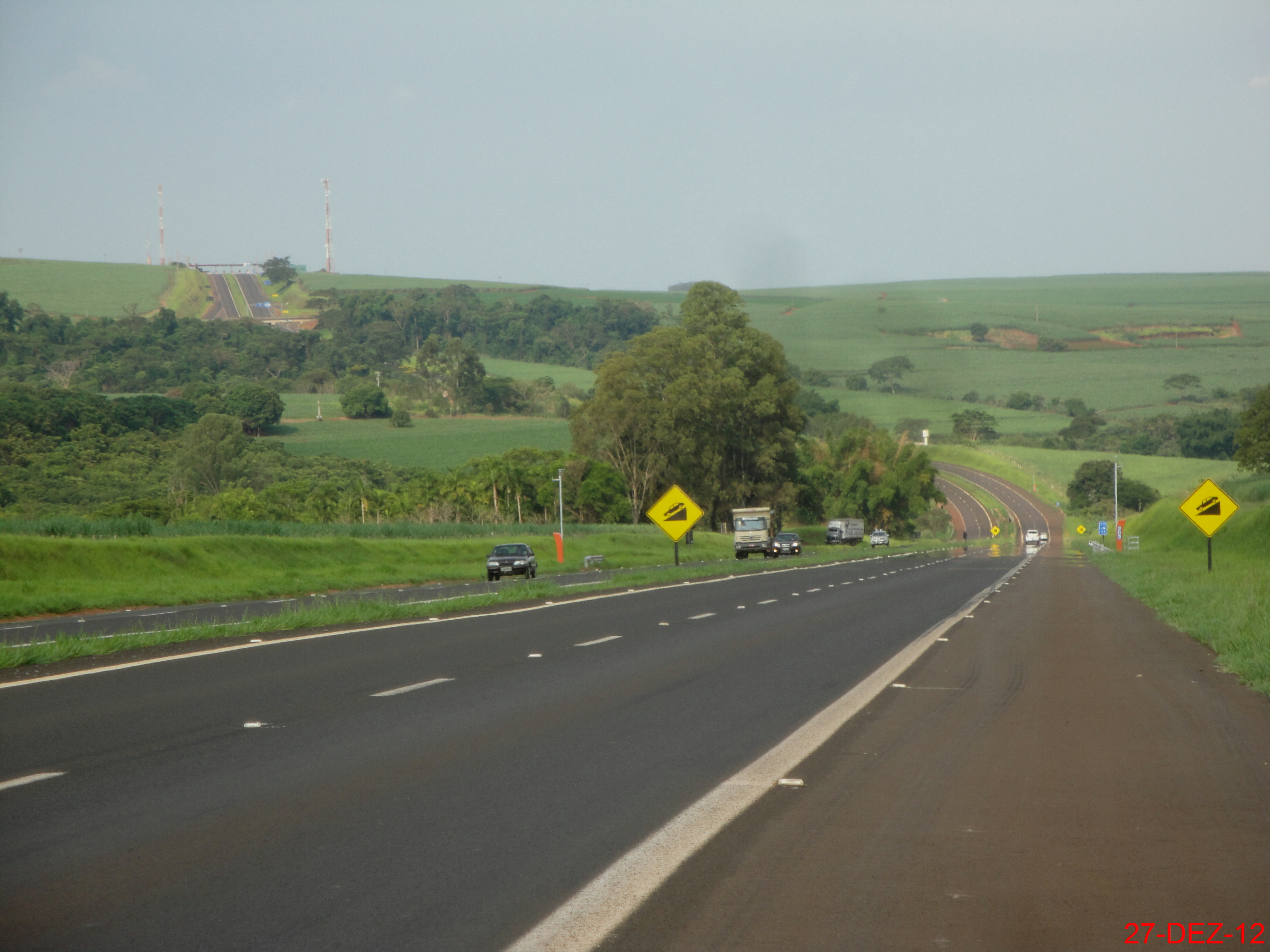
Trecho da SP-333 em Jaboticabal.

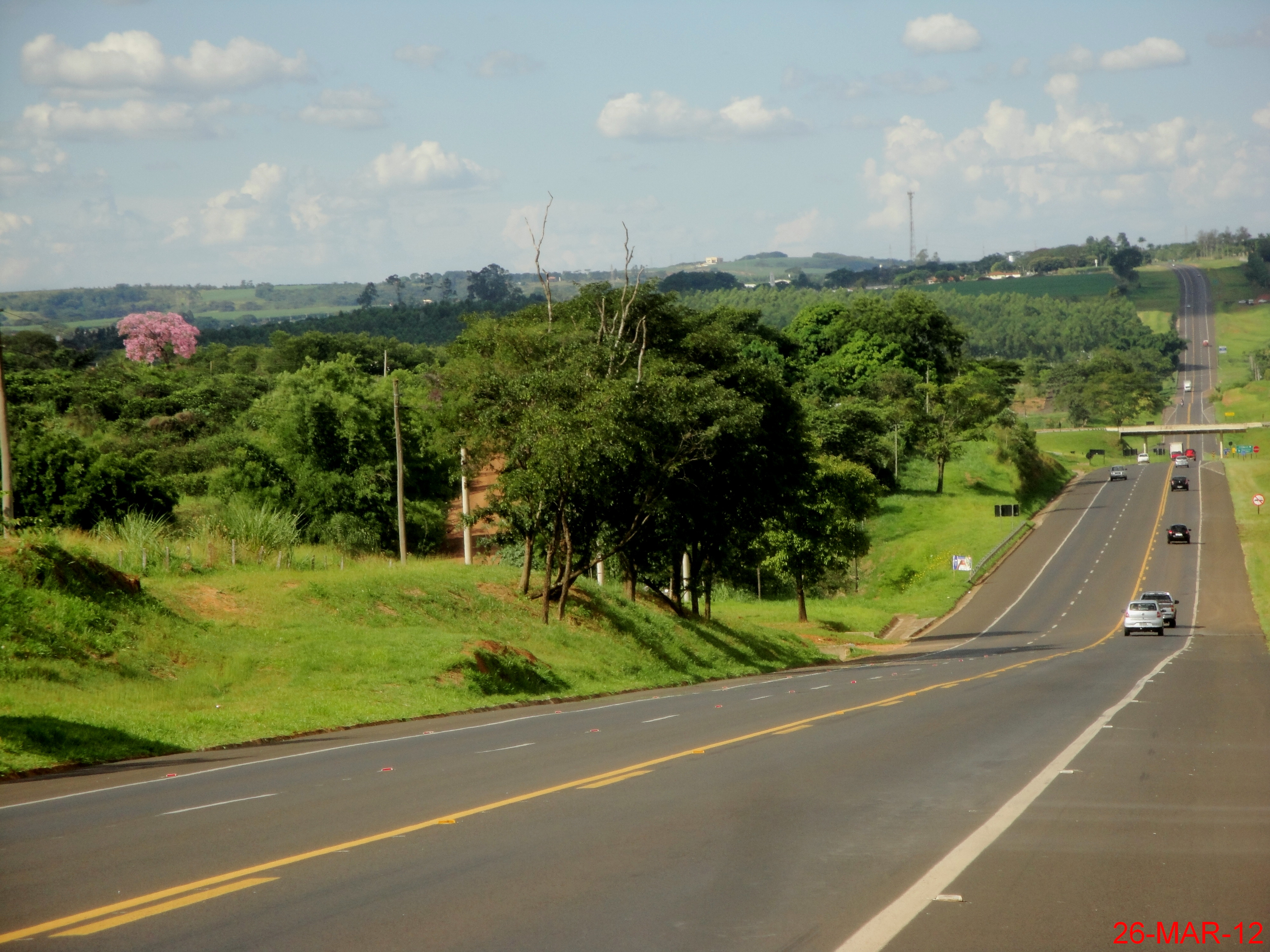
Trecho da SP-333 em Taquaritinga.

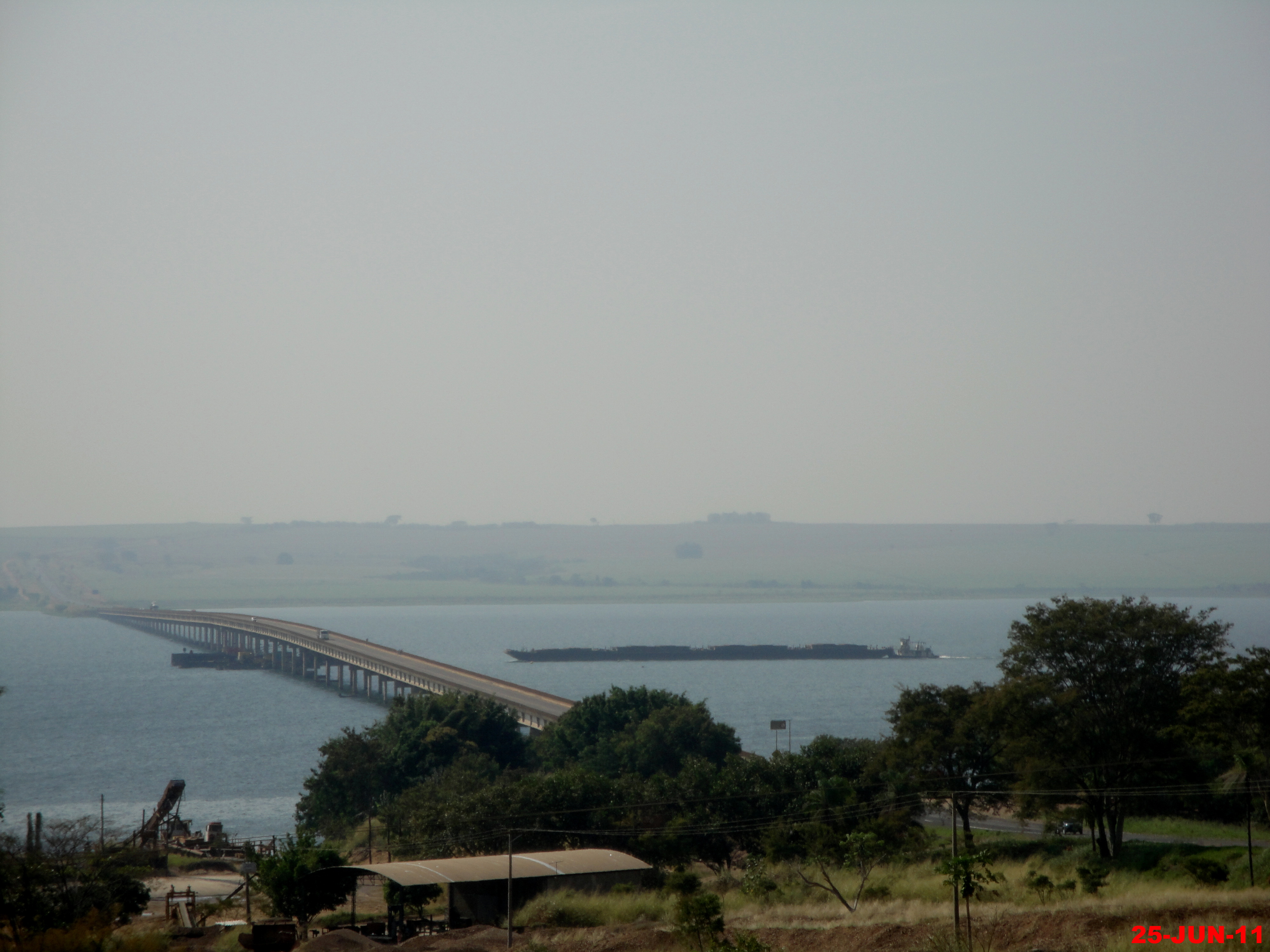
Ponte da SP-333 sobre o Rio Tietê.

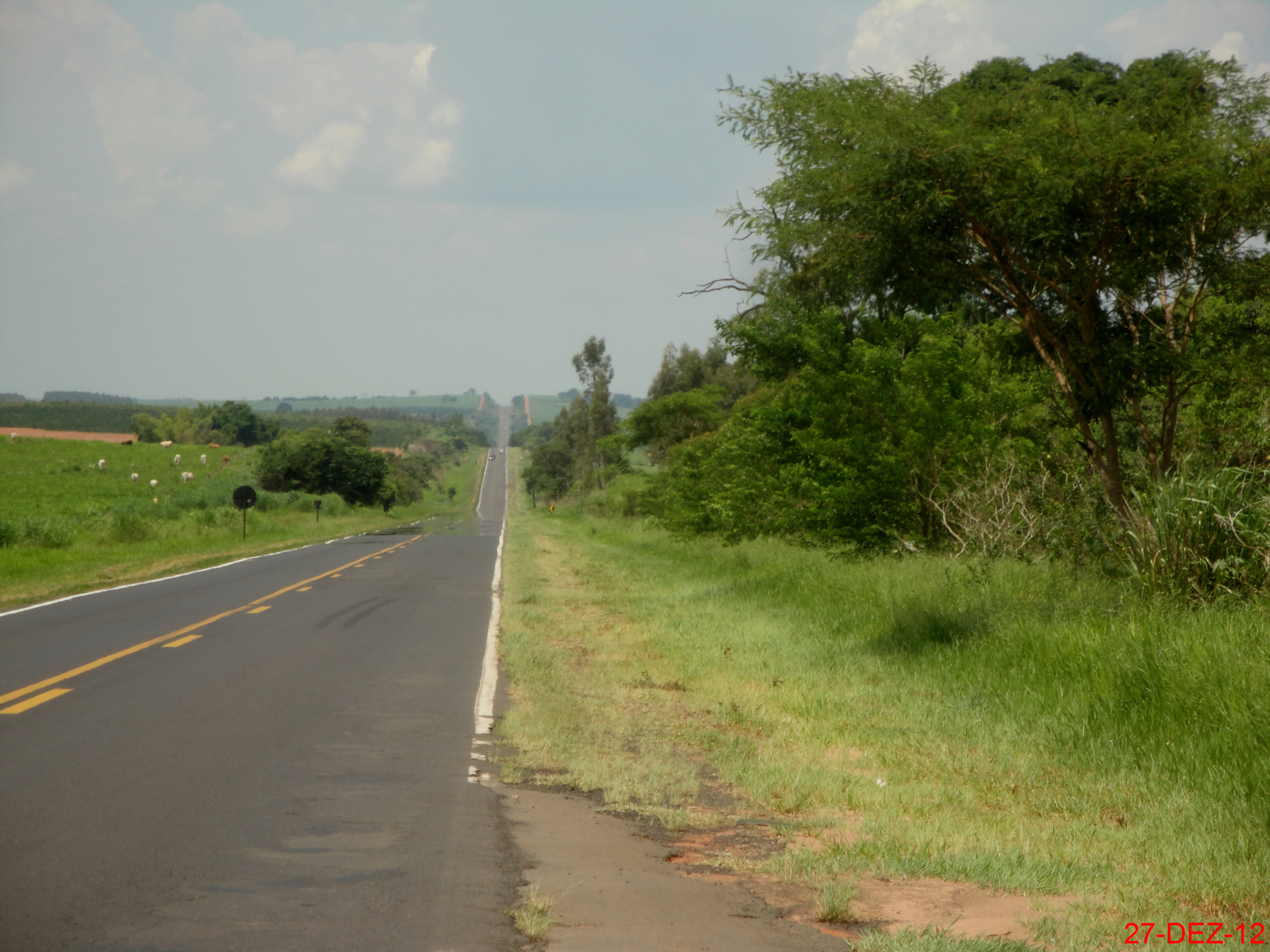
Trecho da SP-333 em Pongaí.

### Extensão
- Km Inicial: 0,000
- Km Final: 451,720

### Localidades atendidas
- Cajuru
- Santa Cruz da Esperança
- Serra Azul
- Serrana
- Cravinhos
- Ribeirão Preto
- Sertãozinho
- Barrinha
- Jaboticabal
- Taquaritinga
- Guariroba
- Nova América
- Itápolis
- Tapinas
- Borborema
- Vila Orestina
- Novo Horizonte
- Pongaí
- Cafelândia
- Guarantã
- Júlio Mesquita
- Marília
- Avencas
- Amadeu Amaral
- Echaporã
- Platina
- Assis
- Frutal do Campo
- Tarumã
- Florínea

### Principais obras de arte
- Viaduto km 140,2 com o km 0 da Rodovia  SP-323 – Taquaritinga
- Trevo km 414,361 – Rodovia Marechal Rondon cruzamento com a SP-330 – Guarantã.
- Acesso Recinto Examar	km 323+750 m
- Acesso CEASA de Marília	km 325+410m
- Av. República em Marília km 326+730m
- Viaduto sobre a Ferrovia km 326+900m
- Viaduto Faculdades SP-333/SP-294 – Marília km 333+937m
- Acesso Jd. Morumbi em Marília km 334+450m
- Ponte sobre o Rio do Peixe km 345+675m

## Pedágios

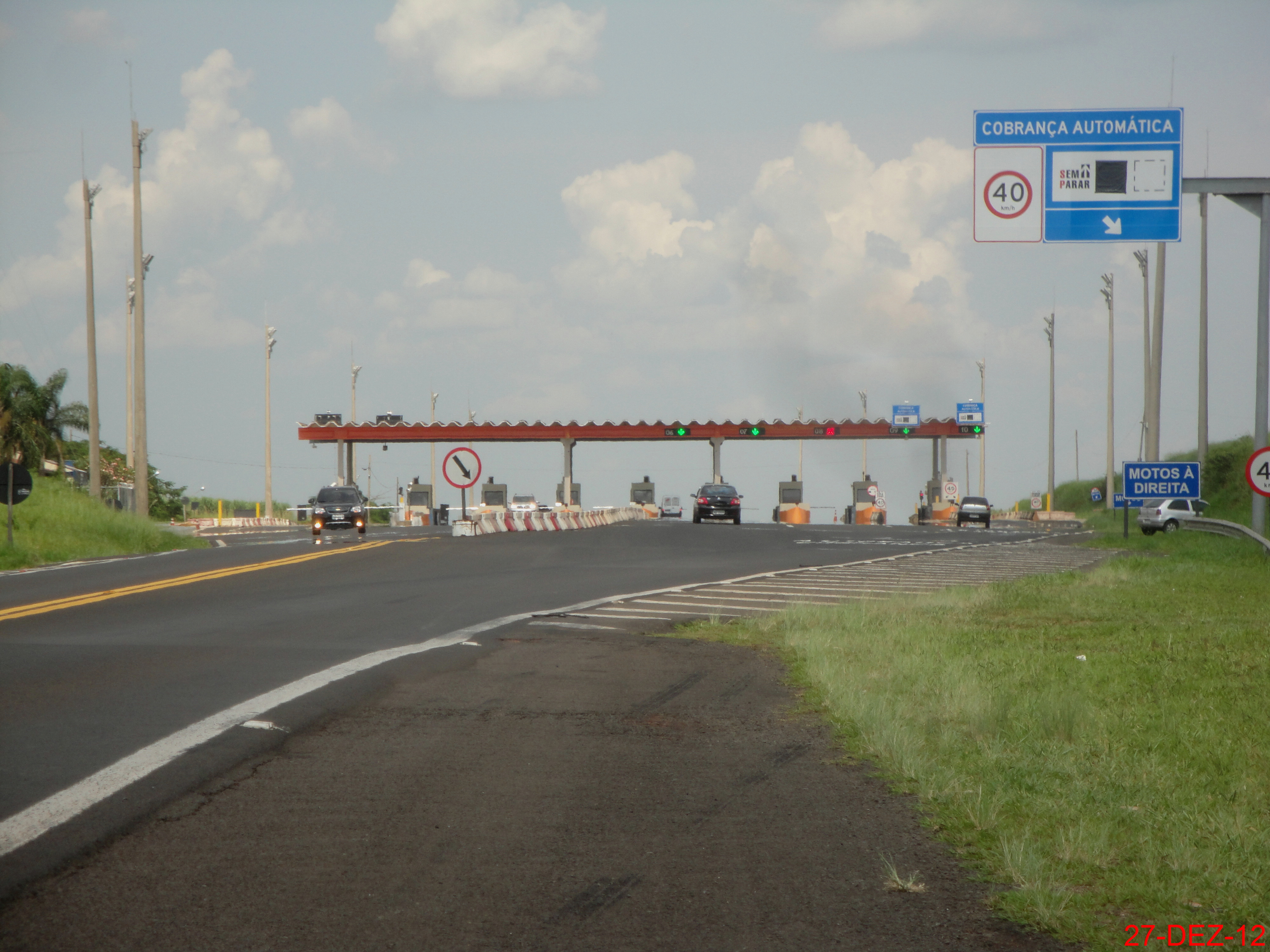
Praça de pedágio de Itápolis.

Relação das praças de pedágio da rodovia:
- JABOTICABAL (km 110+500) – Triângulo do Sol
- ITÁPOLIS (km 179+700) – Triângulo do Sol
- PONGAÍ (km 234+555) – Entrevias
- MARÍLIA (km 315+150) – Entrevias
- ECHAPORÃ (km 354+727) – Entrevias
- FLORÍNEA (km 447+458) – Entrevias